# Partición (base de datos)

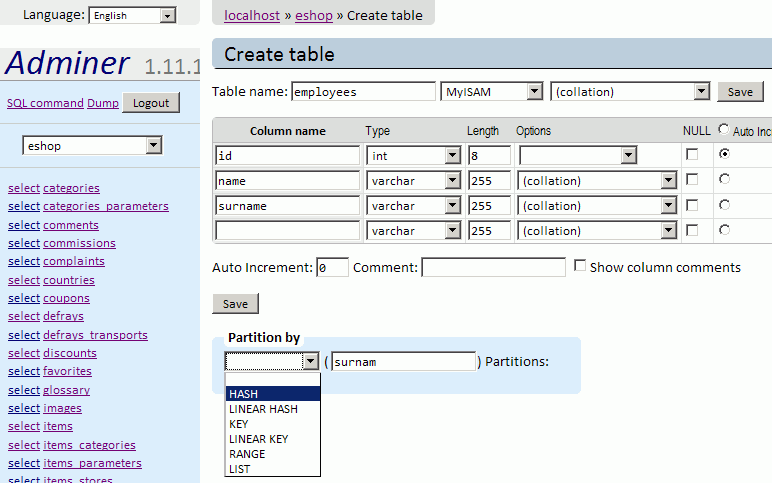
Pantallazo de la herramienta MySQL

Una partición es una división de una base de datos lógica o sus elementos constituyentes en partes independientes. La partición de bases de datos se hace normalmente por razones de mantenimiento, rendimiento o manejo.
Una aplicación popular y favorable es en un sistema de administración de bases de datos distribuidas. Cada partición puede ser extendida hasta múltiples nodos, y los usuarios en el nodo pueden hacer transacciones locales en la partición. Esto aumenta el rendimiento en sitios que tienen transacciones regularmente involucrando ciertas vistas de datos, y manteniendo la disponibilidad y la seguridad.
Esta partición puede hacerse creando bases de datos más pequeñas separadas (cada una con sus propias tablas, índices, y registros de transacciones) o dividiendo elementos seleccionados, por ejemplo, solo una tabla.
Partición horizontal consiste en poner diferentes filas en diferentes tablas. Por ejemplo, clientes con códigos postales menores que 50000 están almacenados en la tabla ClientesEste, mientras que los clientes con códigos postales mayores o iguales a 50000 están almacenados en la tabla ClientesOeste. Las dos tablas de partición son entonces ClientesEste y ClientesOeste, mientras que una vista con una unión podría ser creada con las dos tablas para poder dar una vista completa de todos los clientes.
Partición vertical consiste en dividir las tablas por columnas, agrupando aquellas que tengan la misma granularidad. Algunos ejemplos de particiones verticales son los esquemas de copo de nieve (Snowflake) o 3a forma normal.
- Datos: Q255215